# Sigmaringa
Sigmaringa[cita requerida] (en alemán: Sigmaringen, pronunciación: /ˈziːkmaʁɪŋən/ⓘ) es una ciudad del sur de Alemania localizada en el Estado federado de Baden-Wurtemberg, en la Región Administrativa de Tubinga, en el distrito homónimo. La ciudad es conocida por el Castillo de Sigmaringa. Fue la capital del Principado de Hohenzollern-Sigmaringen y la sede del gobierno en el exilio de la Francia de Vichy en los últimos meses de la Segunda Guerra Mundial, hasta su toma por las tropas aliadas el 22 de abril de 1945.
Desde 1850 hasta el final del imperio Alemán, Sigmaringa fue la capital de Hohenzollern, una de las provincias de Prusia; condición que se mantuvo durante la República de Weimar, en que Hohenzollern fue uno de los distritos del Estado Libre de Prusia.